# ستمگر (مجموعه تلویزیونی)
ستمگر (کره‌ای: 폭군؛ انگلیسی: The Tyrant) یک مجموعه تلویزیونی محصول کره جنوبی به کارگردانی پارک هون جونگ، با بازی چا سونگ وون، کیم سون هو، کیم کانگ وو و جو یون سو است. این مجموعه داستان دلهره‌آور یافتن یک سلاح زیستی را روایت می‌کند که در طی تحویل مخفیانه میان آژانس‌های اطلاعاتی کره و ایالات متحده به سرقت رفته است. ستمگر در ۱۴ اوت ۲۰۲۴ در دیزنی پلاس منتشر شد.

## بازیگران

### اصلی
- چا سونگ وون در نقش لیم سانگ[۳][۴]
- کیم سون هو در نقش مدیر چوی (چوی گوک جانگ)[۳][۴]
- کیم کانگ وو در نقش پل[۵]
- جو یون سو در نقش چه جا کیونگ[۶][۷][۸]

### مکمل
- مو جین سونگ در نقش یون مو یونگ[۹]
- کیم جو هون در نقش مدیر سا[۱۰]
- لی کی یوتگ در نقش معاون اول مدیر[۱۰]
- جانگ یونگ نام[۱۱][۱۲]
- جاستین جان هاروی در نقش کروکودیل ۱
- پارک هیونگ سو در نقش مردِ پل[۱۲]
- کیم هو جون[۱۳]